# Fortaleza Challenger
Il Fortaleza Challenger è stato un torneo professionistico di tennis giocato su campi in cemento. Faceva parte dell'ATP Challenger Series. Si giocava annualmente a Fortaleza in Brasile.

## Albo d'oro

### Singolare
| Anno | Campione         | Finalista          | Punteggio     |
| ---- | ---------------- | ------------------ | ------------- |
| 1994 | Óscar Ortiz      | Laurence Tieleman  | 7–6, 6–1      |
| 1993 | Non disputato    | Non disputato      | Non disputato |
| 1992 | Maurice Ruah     | João Cunha e Silva | 6–4, 3–6, 6–4 |
| 1991 | Oliver Fernández | Christian Weis     | 6–3, 6–4      |

### Doppio
| Anno | Campioni                       | Finalisti                         | Punteggio     |
| ---- | ------------------------------ | --------------------------------- | ------------- |
| 1994 | Otavio Della Marcelo Saliola   | Bill Barber Ivan Baron            | walkover      |
| 1993 | Non disputato                  | Non disputato                     | Non disputato |
| 1992 | Andrew Kratzmann Roger Rasheed | Christer Allgårdh Maurice Ruah    | 7–6, 6–4      |
| 1991 | Nelson Aerts Danilo Marcelino  | Oliver Fernández Gerardo Martínez | 6–3, 6–4      |